# Кріс Бродерік
Кріс Бродерік (англ. Chris Broderick);нар. 6 березня 1970) — американський музикант, колишній гітарист треш-метал гурту Megadeth. Останнім часом він проживає в Шерман Оакс, Лос-Анджелес, Каліфорнія. Колишній соло-гітарист та клавішник гурту Jag Panzer, з яким він записав чотири альбоми: The Age of Mastery, Thane to the Throne (концептуальний альбом на тему Макбета В. Шекспіра), Mechanized Warfare та Casting the Stones перш, ніж перейшов в Megadeth, замінивши Глена Дровера. Він також був сесійним гітаристом Nevermore під час концертних турів з 2001 по 2003 та потім знову з 2006 по 2007 роки.

## Ранні роки
Бродерік почав грати на гітарі в 11 років. Він грав все від поп-музики до ритм-енд-блюзу і від класики до джазу. Кріс заявив, що, будучи підлітком, влітку займався музикою по 14 годин кожний день. Він вставав рано вранці, практикувався по п'ять годин на електрогітарі, по п'ять на акустиці і по два на фортепіано та скрипці. Він зазначив, що це більше схоже на «рутинну роботу», ніж на розвагу.
Він став видатним музикантом на сцені Денвера з 1988 року, беручи участь в таких гуртах, як Grey Haven і Killing Time.
Має диплом про закінчення Університету Денвера по курсу класичної гітари.

## Jag Panzer (1997—2008)
В 1997 році гітарист Джої Тафолла в другий та останній раз йде з гурту Jag Panzer, втративши всякий інтерес до хеві-металу та вирішивши зосередитися на виконанні джазу та фьюжна. Для гурту це було проблемою, оскільки гітарні партії Тафолла були дуже складні та технічні. Решта учасників знали небагато гітаристів, здатних грати так само. Одним з них був Кріс Бродерік — так він і потрапив до складу Jag Panzer.
Точно невідомо, звідки учасники гурту знали Бродеріка. За однією версією, вони побачили відео-презентацію, де він демонструє свої навички гри на гітарі, за іншою — Кріс був знайомий з ритм-гітаристом Jag Panzer Марком Бріоді.
Так чи інакше, він був прийнятий з розпростертими обіймами та пробув у гурті трохи більше десяти років, взявши участь за цей час у записі чотирьох альбомів.

## Nevermore (2001—2003, 2006—2007)
Багато хто помилково вважають, що Бродерік був постійним учасником гурту Nevermore. Але, насправді, він був сесійним музикантом, з 2001 по 2003 роки виступаючи на концертах. Після випуску альбому This Godless Endeavor Кріс Бродерік знову грав з Nevermore на концертах аж до свого переходу в Megadeth.

## Megadeth (2008—2014)
Наприкінці 2007 року з'явилися чутки про те, що Глен Дровер збирається піти з Megadeth. Чутки підтвердилися офіційними заявами самого Глена та фронтмена гурту Дейва Мастейна.
На наступну ніч після цього ударник Megadeth Шон Дровер запропонував Мастейну на вакантне місце Кріса. Він показав відео, де той грає на електро- та акустичній гітарі. Відео-презентація справила на Дейва певне враження та незабаром з'явилася офіційна заява про те, що Кріс Бродерік увійшов до складу гурту.
Його перший концерт у складі Megadeth пройшов 4 лютого 2008 року в Фінляндії в рамках туру Gigantour. Перший альбом з його участю — Endgame (2009). У зв'язку з переходом до цього гурту йому довелося покинути Jag Panzer та Nevermore.
Дейв Мастейн сказав, що його знайомство з Бродеріком нагадало йому, як «Оззі Осборн зустрів Ренді Роадса», а 8 березня 2009 року він заявив, що Кріс — найкращий гітарист гурту Megadeth за всю його історію.

## Дискографія
Jag Panzer
- The Age of Mastery (1998)
- Thane to the Throne (2000)
- Mechanized Warfare (2001)
- The Era of Kings and Conflict (2002)
- Casting the Stones (2004)

Nevermore
- The Year of the Voyager (2008)

Megadeth
- Endgame (2009)
- Blood in the Water: Live in San Diego (2010)
- Th1rt3en (2011)
- Super Collider (2013)